# Do Tīreh
Do Tīreh (persiska: دو تيره) är en ort i Iran.   Den ligger i provinsen Mazandaran, i den norra delen av landet, 140 km nordost om huvudstaden Teheran. Antalet invånare är 554.
Terrängen runt Do Tīreh är platt. Runt Do Tīreh är det tätbefolkat, med 286 invånare per kvadratkilometer. Närmaste större samhälle är Babol, 19,0 km öster om Do Tīreh. Trakten runt Do Tīreh består till största delen av jordbruksmark.